# Antanartia dubia
Antanartia dubia är en fjärilsart som beskrevs av Francis Gard Howarth 1966. Antanartia dubia ingår i släktet Antanartia och familjen praktfjärilar. Inga underarter finns listade i Catalogue of Life.